# Generalgouvernement Kiew

Karte des Südwestlichen Kreises 1913

Das Generalgouvernement Kiew russisch Киевское генерал-губернаторство, auch Südwestlicher Kreis (russisch Юго-Западный край) war eine Verwaltungseinheit des Russischen Reiches auf dem Gebiet der heutigen Ukraine. Es umfasste die rechtsufrigen Gouvernements Wolhynien, Kiew und Podolien. Es bestand vom 22. Januar 1832 bis zum 30. September 1914.

## Geschichte
Die Position eines Generalgouverneurs des Gouvernements Kiew wird in den Erlassen des Regierenden Senats vom 24. April 1722, 10. Juli 1741 und 29. September 1764 erwähnt. Im September 1781 wurde die Kiewer Statthalterschaft unter der Leitung eines Generalgouverneurs gebildet. Ab dem 9. September 1801 waren die drei Gouvernements Wolhynien, Kiew und Podolien als Grenzgebiete einem Militärgouverneur unterstellt. Mit Erlass vom 22. Januar 1832 wurde der Posten eines Militärgouverneurs von Kiew und Generalgouverneur von Wolhynien und Podolien geschaffen. Ab dem 19. Januar 1864 wurde der Posten als Generalgouverneur von Kiew, Wolhynien und Podolien bezeichnet.
Der Ministerrat löste am 30. Januar 1914 das Generalgouvernement per Dekret auf.

## Selbstverwaltung
Für die Selbstverwaltung der Gouvernements, die Semstwo, galten Sonderregelungen. 1903 wurde eine Semsto eingeführt, die Vertreter wurden jedoch von der Regierung ernannt. Ab 1911, mit dem Gesetz über die Semstwo in den westlichen Gouvernements wurden die Vertreter gewählt. Das Gesetz beschränkte jedoch den Einfluss der polnischen Adligen. Der Anteil der Polen an der Bevölkerung lag in diesen Gouvernements zwischen einem und 3,4 %, diese besaßen jedoch einen Großteil des Bodens. Das von Stolypin ausgearbeitete Gesetz schränkte den Einfluss der polnischen Großgrundbesitzer zugunsten der russischen und kleinrussischen Landbesitzer ein, stieß aber in der Duma auf heftigen Widerstand und wurde von dieser abgelehnt. Es wurde insbesondere von konservativer Seite kritisiert. Pjotr Durnowo bemängelte,  dass das Gesetz gegen das kaiserliche Gleichheitsprinzip verstößt, die Rechte des polnischen konservativen Adels zugunsten der russischen „Halbintelligenz“ einschränkt und einen Präzedenzfall für andere Provinzen schafft, indem es die Eigentumsqualifikation senkt. Das Gesetzesvorhaben führte zu einer Staatskrise – Stolypin beabsichtigte es unter Ausnutzung des Artikels 87 der Staatsgrundgesetze des Russischen Kaiserreiches, einer eigentlich für Feiertage geschaffenen Ausnahmeregel, an der Duma vorbei durch den Kaiser Nikolai II. zu erlassen. Letztendlich gelang Stolypin die Durchsetzung des Projektes, allerdings nur um den Preis der Androhung seines Rücktrittes. Der Kaiser erließ das Gesetz, indem er die Duma für drei Tage auflöste.